# Дівич-гора (пам'ятка природи)
Ді́вич-гора — ботанічна пам'ятка природи місцевого значення в Україні. Розташована в межах Тлумацького району Івано-Франківської області, на захід від села Долина і на північний схід від села Одаїв. 
Площа 2,5 га. Статус надано згідно з рішенням обласної ради від 15.07.1993 року. Перебуває у віданні Долинської сільської ради. 
Статус надано з метою збереження ділянки степу з рідкісними реліктовими угрупованнями: сеслерія Хейфлера, осока низька, занесені до Червоної книги України. У знижених ділянках зростає куцоніжка пірчаста.